# Клейтон, Бак
Уилбур «Бак» Клейтон (англ. Wilbur "Buck" Clayton; 12 ноября 1911, Парсонс, Канзас — 8 декабря 1991, Нью-Йорк) — американский джазовый трубач, руководитель ансамблей, композитор. Выдающийся свинговый музыкант, аранжировщик и аккомпаниатор многих джазовых вокалистов. Его фирменным знаком был резкий, «терпкий» звук.

## Биография
При помощи отца, Клейтон обучается игре на фортепиано и трубе. Попадает в местный джазовый бэнд и приобретает там первые серьёзные профессиональные навыки. В 1932 году Бак Клейтон собирает в Лос-Анджелесе свой оркестр, с которым в 1934-36 годах работает в Шанхае (Китай). В 1936 году возвращается в США, где продолжает возглавлять ансамбль и играет с различными бэндами. Затем, следует приглашение от Каунта Бэйси войти в состав его оркестра (вместо трубача Хот Липс Пэйджа). В этом коллективе Бак Клейтон работает до призыва в армию в 1943 году. Участвует в легендарных сессиях записи с Лестером Янгом, Билли Холидей и другими ведущими джазменами того периода.
После службы в армии начинает активную деятельность как аранжировщик малых и больших составов. С 1945 года пишет аранжировки для оркестров Каунта Бэйси, Дюка Эллингтона, Бенни Гудмена и других бэнд-лидеров. В конце 40-х годов создает собственный секстет и гастролирует с ним по Европе в 1949 и 1950г. Сотрудничает с антрепризой Нормана Гранца “Jazz At The Philharmonic”. В 1951-1953 годах играет в квартете пианиста Джо Башкина, гастролирует с кларнетистом Меззом Меззроу, гитаристом Эдди Кондоном и легендарным Сиднеем Беше. В середине 50-х организует серию выдающихся записей для фирмы Columbia под общим названием «Jam Session». В этих сессия принимали участие такие известные артисты джаза, как певец Джимми Рашинг, трубач и корнетист Руби Брафф и пианист Нэт Пирс.
В 1956 году выступает в комбо вместе с Коулменом Хокинсом и Джей Джей Джонсоном на джазовом фестивале в Ньюпорте. В 1957 году снова сотрудничает с Бенни Гудменом в Waldorf Astoria. Затем, следует ещё один европейский тур вместе с Меззом Меззроу. С 1959 года играет в бэнде ритм-гитариста Эдди Кондона, гастролирует с этим составом по Японии и Австралии.
В 60-е годы Бак Клейтон вместе с составом британского трубача Хэмфри Литтлтона (Humphrey Littleton's Band) активно концертирует по европейскому континенту, выступает на различных фестивалях джазовой музыки. Однако, к концу 60-х годов из-за проблем со здоровьем (болезнь губ), Клейтон вынужден был временно отойти от музыки.
В 70-х Бак Клейтон вновь активно участвует в джазовой жизни, но уже больше в других ипостасях: пишет аранжировки для Хэмфри Литтлтона и Бадди Тэйта. В 1977 году от Госдепа США выступает с серией концертов в Африке. В начале 80-х преподает джаз в Hunter College. В 1983 году Бак Клейтон возглавляет группу музыкантов оркестра Бэйси в европейском турне.
В последние годы (с 1987г.) возглавлял собственный биг-бэнд, который играл исключительно его сочинения и аранжировки.

## Избранная дискография
- 1945 — Buck Clayton Rarities, vol.1
- 1949 — Buck Clayton in Paris
- 1951 — Dr.Jazz Series,vol.3
- 1953 — Meet Buck Clayton
- 1953 — Singing Trumpets
- 1953 — How Hi The Fi
- 1953 — Moten Swing
- 1953 — Hucklebuck and Robbin's Nest
- 1953 — All The Cats Join In
- 1953 — Buck Clayton Jam Session
- 1954 — Jumpin'At the Woodside
- 1954 — Buck Meets Ruby
- 1954 — Buck Clayton Jams Benny Goodman Favorites
- 1956 — Jam Sessions From The Vault
- 1957 — Buck N' The Blues
- 1957 — Big Band At The Savoy Ballroom
- 1958 — Songs For Swingers
- 1959 — Copenhagen Concert
- 1959 — Tenderly
- 1960 — Goin' To Kansas City
- 1960 — Kansas City Nights
- 1960 — Buck And Buddy
- 1960 — Jammin' At Eddie Condon's,vol.1
- 1960 — Jammin' At Eddie Condon's,vol.2
- 1961 — One For Buck
- 1961 — Olympia Concert (22 April 1961)
- 1961 — Swiss Radio Days Jazz Series, vol.7: Basel
- 1961 — Passport To Paradise
- 1961 — Buck & Buddy Blow The Blues
- 1964 — With Humphrey Lyttelton And His Band
- 1965 — Meets Joe Turner
- 1966 — Baden, Switzerland 1966
- 1966 — Le Vral Buck Clayton, vol.2
- 1974 — Jam Session
- 1975 — Buck Clayton Jam Session, vol.2
- 1976 — Buck Clayton Jam Session, vol.3
- 1977 — Jazz Spectacular
- 1987 — Heart And Soul
- 1988 — A Swingin' Dream
- 1990 — Live From Greenwich Village, NYC

## Избранные DVD
- Buck Clayton & Vic Dickenson   "Jazz 625"